# Sint-Monulphus en Gondulphuskerk (Sint-Huibrechts-Lille)

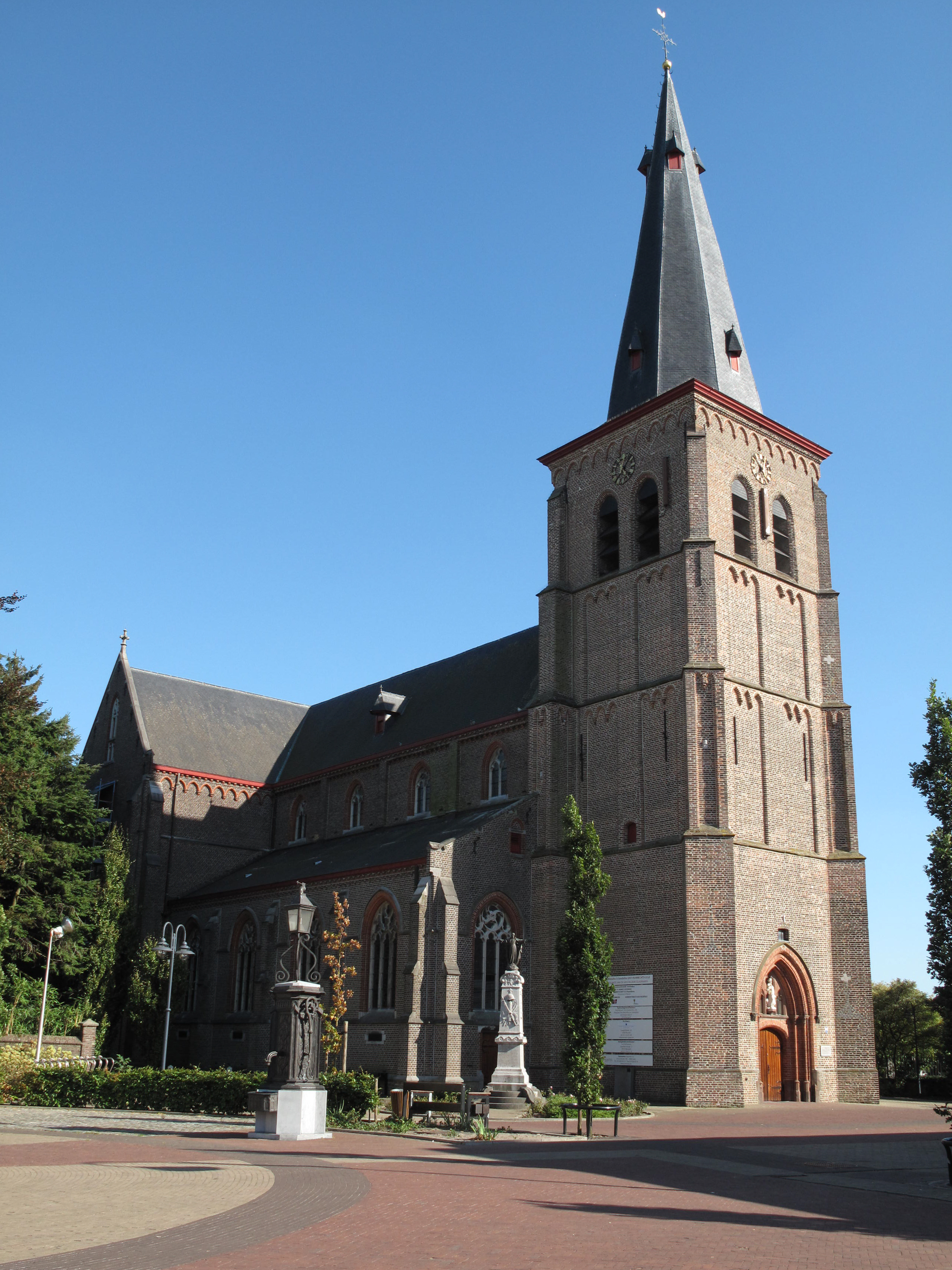
Monulphus- en Gongulphuskerk

De Sint-Monulphus en Gondulphuskerk is de parochiekerk van Sint-Huibrechts-Lille.

## Geschiedenis
De eerste kerk op deze plaats stamt vermoedelijk uit de 11e of 12e eeuw. In de 14e eeuw werd een nieuwe kerk gebouwd, in gotische stijl, en voorzien van een vrijstaande toren. In 1551 werd een Sint-Hubertusaltaar opgericht.
In 1651 werd de kerk verwoest, door de troepen van Karel IV van Lotharingen. Hierbij kwamen 30 inwoners om en gingen ook de parochie-archieven verloren. De toren ondervond weinig schade, schip en koor des te meer. In 1656 werd het gebouw hersteld. In 1661 bestond er sinds kort een Broederschap van de Heilige Hubertus, en aldus werd Sint-Huibrechts-Lille een bedevaartsplaats. Pas in 1687 was de kerk volledig hersteld.
Vooral in 1828 werd het interieur van de kerk gemoderniseerd, en in 1837 werd de toren gerestaureerd. Echter, in 1845 werd de kerk gesloopt en een nieuwe werd gebouwd in neoclassicistische stijl. Deze werd ingewijd in 1850. De toren werd behouden en in 1895 werd ze verhoogd.
Begin 20e eeuw werd de kerk niet alleen te klein, maar ook "stijlloos" bevonden, en een nieuwe werd gebouwd, naar ontwerp van Mathieu Christiaens. Deze, neogotische, kerk werd ingewijd in 1919. In 1922 werden in deze kerk muurschilderingen aangebracht. De Tweede Wereldoorlog bracht, op 14 en 15 september, beschietingen door de zich terugtrekkende Duitse troepen met zich mee: In de toren hadden de Engelsen een observatiepost ingericht. De toren, die zwaar beschadigd was, werd hersteld in 1946, en in 1953 was de kerk weer geheel hersteld.

## Gebouw
De laatgotische, 16e-eeuwse toren is uitgevoerd in baksteen, met enkele ornamenten in ijzerzandsteen. In de toren zijn enkele hardstenen grafkruisen ingemetseld, en ook zijn enkele huismerken te zien. In de noordzijde zijn twee verweerde stenen maskers ingemetseld. De toren heeft vier geledingen en een ingesnoerde, achtkante spits.
De kerk is een neogotische kruisbasiliek, in baksteen uitgevoerd op een sokkel van breuksteen.

## Meubilair
Een aantal voorwerpen zijn uit de oude kerk afkomstig: de preekstoel en het doopvont stammen uit de eerste helft van de 19e eeuw. De gepolychromeerde gebeeldhouwde kruiswegstaties stammen uit 1880 en werden vervaardigd door F. de Vriendt. De schenker, Joannes Chrysostomos Cox, werd op de 8e statie uitgebeeld.
Een aantal heiligenbeelden stamt uit de 18e eeuw, evenals het doksaal. Het huidige orgel stamt uit 1920 en werd gebouwd door Frater Eggerth uit Paderborn.

## Foto's

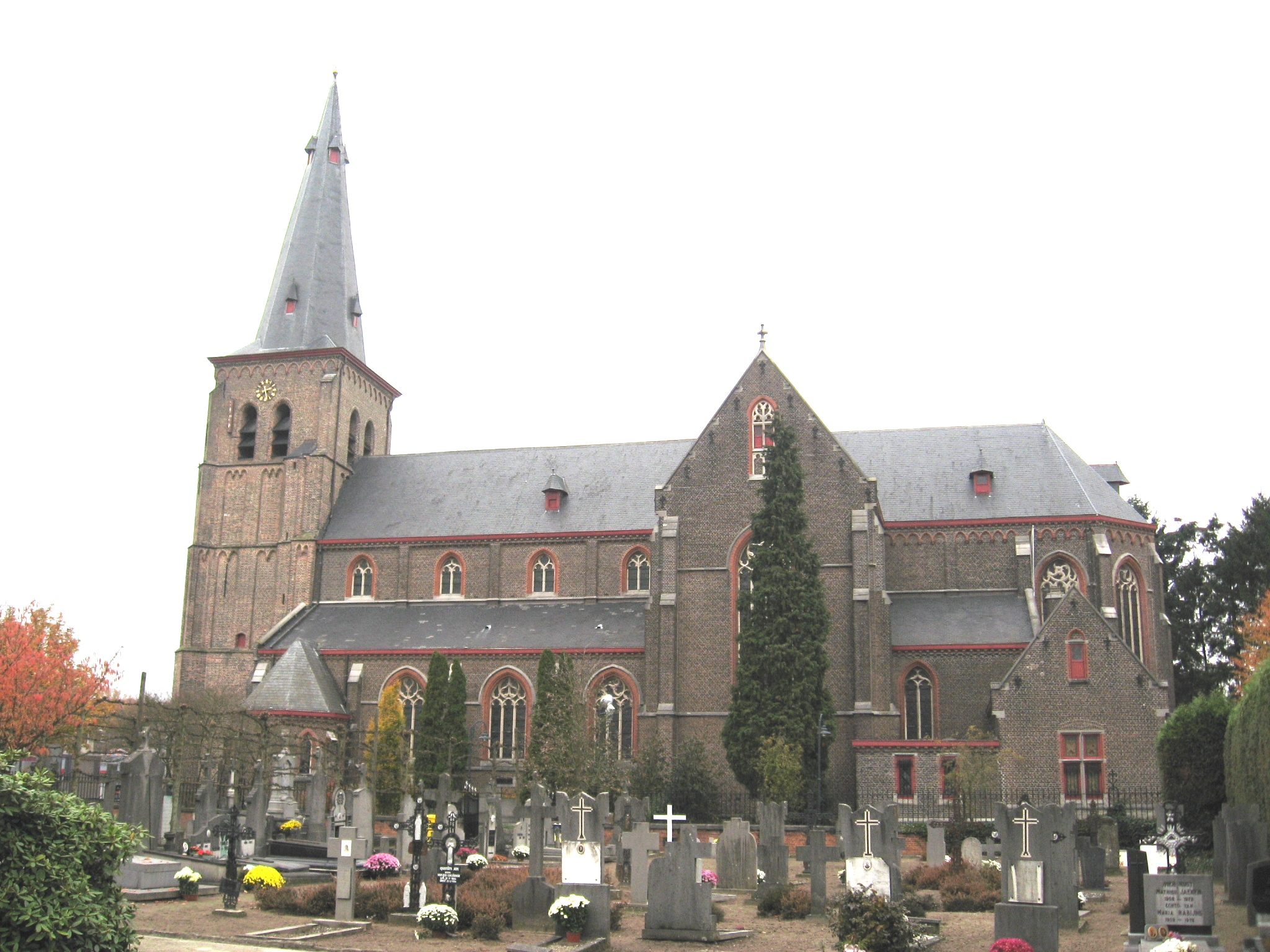
De kerk van opzij
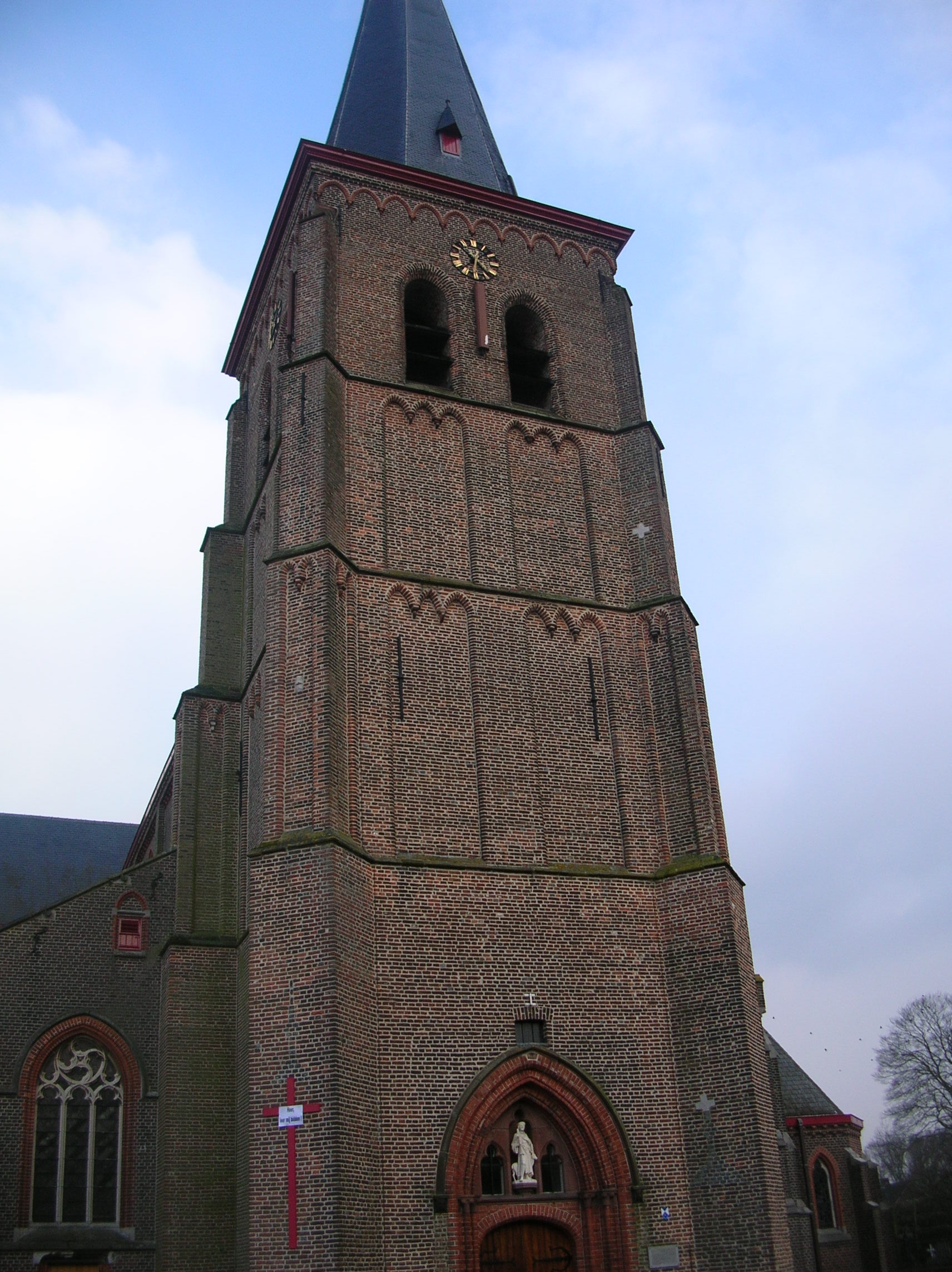
De toren
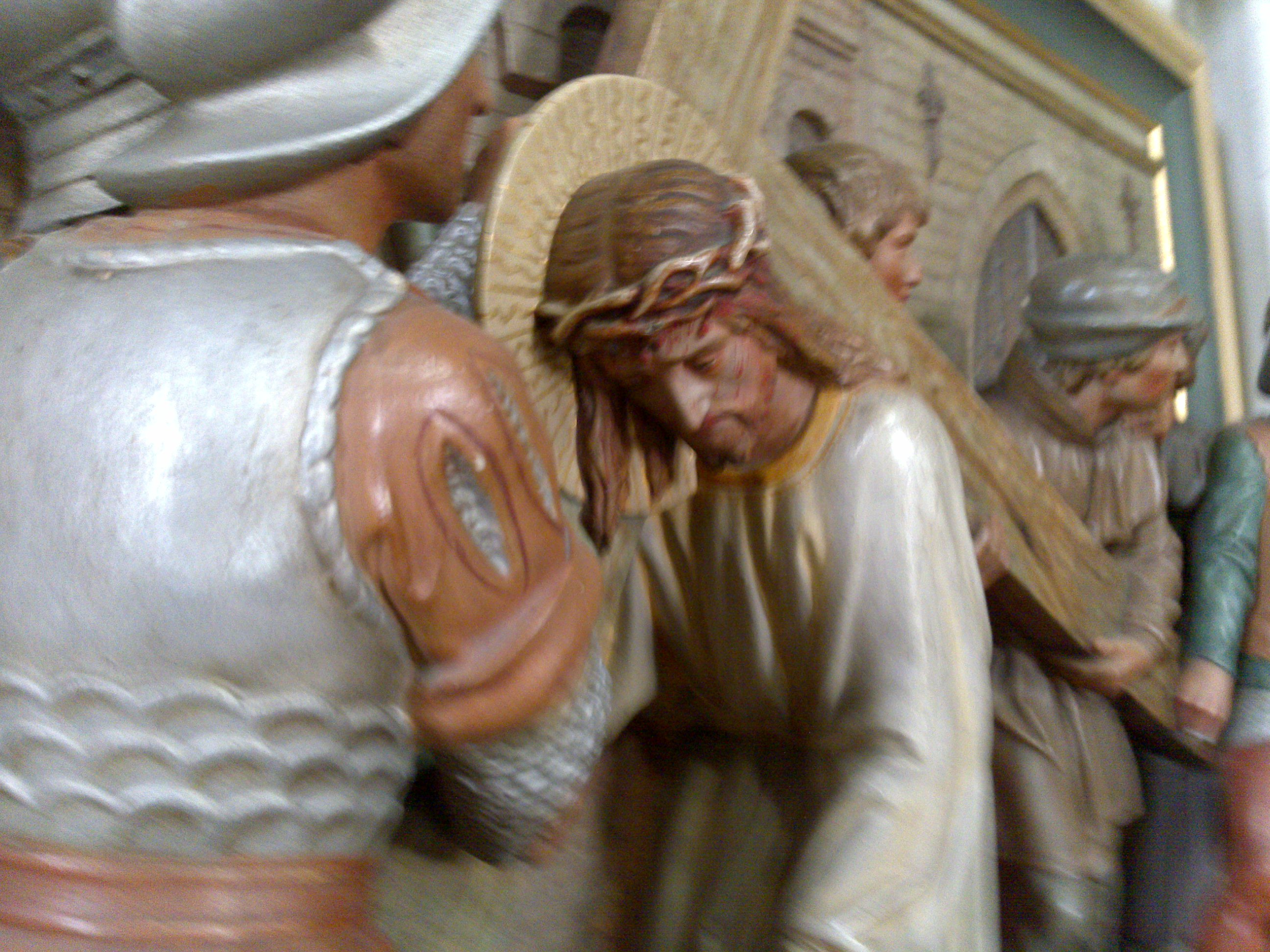
Detail kruiswegstatie